# 山崎マゾ
山崎マゾ（やまさき まぞ 1966年11月16日 - ）は、日本の音楽家。京都府宮津市出身。

## 略歴
ノイズ・ロッカー、シャウター、電子宇宙音研究家。ソロ・ノイズユニットMASONNAとしての活動が有名。MASONNA時の絶叫と全身を使った激しいボディアクションに代表される凄まじいライブは数分間で終わる事がほとんどである。使用楽器はマイク、エフェクター、ドラムセットの一部（バスドラ・ハイハットのみ等）、飴の空き缶に小銭を入れ配線を繋いだ手製の楽器、など様々である。
1987年に MASONNAとして活動開始。1993年に ANGEL'IN HEAVY SYRUPの戸田房尾とスペースサイケユニットCHRISTINE 23 ONNAを結成。2000年に激しいライブパフォーマンスに本人が体調を崩し、MASONNAとしての活動を停止。同時に、アナログシンセサイザー・その他ヴィンテージ電子音楽機器等を駆使した“アナログ電子宇宙音プロジェクト”SPACE MACHINEの活動を開始。2003年にASTROの長谷川洋との二人即興演奏ユニットSOUTH SATURN DELTAを結成。2005年に CHRISTINE 23 ONNAをバンドのコンセプトの変更によりACID EATERに改名。

## 共演アーティスト
メルツバウ、山本精一、日野繭子、RUNZELSTIRN & GURGELSTOCK、SCHIMPFLUCH-GRUPPE、山塚アイ、ATR、灰野敬二、JOJO広重、AUBE、BORIS、YBO2、KK.NULL、ブリクサ・バーゲルト、河端一、大友良英、中屋浩市、古館徹夫、ゆらゆら帝国、SOLMANIA、渚にて、THE STARS、Acid Mothers Temple、ダモ鈴木、MANDOG、ソニック・ユース

## ディスコグラフィー

### MASONNA
- Shinsen Na Clitoris (1990), Vanilla Records
- Mademoiselle Anne Sanglante Ou Notre Nymphomanie Aureole (1993), Alchemy
- Noskl in Ana (1994), Alchemy
- Super Compact Disc (1995), Alchemy
- Noisextra (1995), RRR
- Ejaculation Generater (1996), Alchemy
- Inner Mind Mystique (1996), Relapse
- Hyper Chaotic (1996), V
- Freak-Out Electrolyze (1997), Nanophonica
- Spectrum Ripper (1998), Cold Spring
- Frequency L.S.D. (1998), Alien8
- Vestal Spacy Ritual (1999), Alchemy
- Beauty Beast (1999), Blast First
- Shock Rock (2002), MIDI Creative

### Flying Testicle
- Lamerican Sextom (1992), ZSF Produkt, Japan, 7"
- Space Desia (1993), Charnel Music, USA, CD

### SPACE MACHINE
- Cosmos From Diode Ladder Filter (2001), Alchemy
- 2 (2002), Midi Creative / Noble
- 3 (2003), Tiliqua (LP), (2004), Important (CD)